# Bannockburni csata
A bannockburni csata (1314. június 24.) a skót függetlenségi háborúk egyik legfontosabb győzelmét jelentette a skótok számára. Ez volt az első skót függetlenségi háború egyik sorsdöntő csatája.

## Előzmények
1314 tavaszán Edward Bruce, I. Róbert, a skótok királyának testvére megkezdte a Sir Philip Mowbray parancsnoksága alatt lévő Stirling várának ostromát. Mivel érdemi előrehaladást nem sikerült elérnie, Bruce egyezményt kötött Mowbray-jel: a felek abban állapodtak meg, hogy amennyiben egy adott dátumig, 1314 Szent Iván napjáig (június 24.) nem érkezik meg a felmentő sereg, a védők átadják az erősséget. Az angol hadsereg már két éve Skóciában volt, II. Eduárd király pedig Piers Gaveston meggyilkolását követően a háború szélén állt báróival.
Stirling vára stratégiai szempontból létfontosságú erődítmény volt, elvesztése kínos helyzetbe sodorta volna az angolokat. Az egyezmény elegendő időt hagyott Eduárdnak, hogy erőteljes hadsereget toborozzon. Mindeközben Angliában Eduárd nehezen ugyan, de békét kötött báróival, és készen állt a skótok elleni csatára.

## Eduárd észak felé indul
Eduárd 1314 nyarán érkezett Skóciába azzal az elsődleges céllal, hogy felszabadítsa Stirling várát: a valós cél ugyanakkor értelemszerűen az volt, hogy megtalálja és elpusztítsa a környéken táborozó skót hadsereget és ezzel véget vessen a skót függetlenségi háborúnak. Anglia végre újra összefogott a cél elérése érdekében, ám Eduárd legnagyobb mágnásai és korábbi ellenségei közül sokan nem jelentek meg személyesen a csatában, és csupán a feudális törvények által előírt legkisebb számú katonát küldték segítségül.
Ennek ellenére 1314. június 17-én meglehetősen nagyméretű hadsereg hagyta el Berwick-upon-Tweed-et, hogy elinduljon Stirling várának felszabadítására: 2-3000 lovas és 16 000 gyalogos katona. Pontos adatokat a skót hadsereg méretéhez viszonyítva nem tudni, a becslések a Bruce-vezette sereg két-háromszorosától az alig 50 százalékkal nagyobbig terjednek.
Eduárdot számos tapasztalt katona kísérte, például Aymer de Valence, Pembroke második grófja, illetve olyan veteránok, mint Henry de Beaumont és Robert de Clifford, Clifford első bárója. Bruce skót ellenségei közül is sokan csatlakoztak: Ingram de Umfraville, Angus bárója, a MacDougalls és MacCanns klánok tagjai, illetve Sir John Comyn of Badenoch, Red Comyn egyetlen fia, aki Angliában született és nevelkedett, és most azért tért vissza Skóciába, hogy megbosszulja apja meggyilkolását.
Az angolok serege egy hatalmas hűbéri sereg volt, az egyik utolsó, amely a középkorban elhagyta Anglia területét. Róbert felkészülten várta az angol hadsereget Stirling várától délre, a Bannock-patak felől.

## Előkészületek
Az angol hadsereg sebesen menetelt, hogy a megállapodás lejárta előtt elérje Stirling várát. Június 19-én elérték Edinburgh-ot, június 22-én pedig már Falkirknél jártak, alig 15 mérföldre a céltól. Eduárd serege az ókori római utat követte, amely a Tor-erdőn és a Bannockburnön (Bannock-patakon) át vezetett New Parkba, egy III. Sándor skót király uralkodása óta körülzárt vadászterületre.
I. Róbert skót király hadserege május közepe óta gyülekezett a Tor-erdőben, amely remek természetes búvóhelyként szolgált. A király június 22-én a valamivel északabbra fekvő és némileg sűrűbb növényzetű New Parkba parancsolta seregét.
Róbert serege William Wallace-éhoz hasonlóan főként hosszú lándzsákkal felszerelt gyalogságból állt. A sereg három fő gyalogosformációból és a könnyűlovasságból állt.
Az előhadat, amely Stirlingtől délre, a Szent Ninian templom közelében állomásozott, Thomas Randolph, Moray első grófja irányította, míg az utóhadat a New Park bejáratánál maga a király, Robert Bruce vezette. A harmadik hadosztályt testvére, Edward irányította. Történészek szerint volt még egy negyedik hadosztály, amely névlegesen az ifjú Walter the Steward, valójában pedig Sir James Douglas irányítása alatt volt.
A skót sereget 9.000 katona alkotta, akik Skócia minden tájáról érkeztek: lovagok, nemesek és olyan városi polgárok és kereskedők, akik megengedhették maguknak a fegyverzetet. Róbert nem kérte azok segítségét, akik nem voltak megfelelően felfegyverkezve. Valószínűsíthető, hogy a lándzsásoknak kifinomult pajzsuk volt, tekintve, hogy az ország közel húsz éve háborúban állt az angolokkal. A körülbelül 500 íjásznak viszonylag kevés szerep jutott a csatában. Robert Baston történész beszámolója szerint legalább az egyik oldalon bevetettek parittyásokat és íjpuskásokat is. Számos skót lovas (akiket főként a tehetősebb nemességből verbuváltak) gyalogosként harcolt a bannockburni csatában.
Róbert király 1307-es ayrshire-i partraszállása óta számos esetben bizonyította, hogy kész kockázatot vállalni, ám ezt mindig kimérten és alaposan végiggondolva tette. Nem állt szándékában mindent egy lapra feltenni, csak hogy a napot győztesként ünnepelje, mint ahogy azt William Wallace tette Falkirknél. Róbert kész volt arra is, hogy akár az utolsó pillanatban meghátráljon. A Lord de Clifford vezette előőrs körbejárta az erdőt, hogy megakadályozza a skótok esetleges menekülését. Róbert király végül maradt, miután hallotta az angol hadseregben uralkodó rossz morálról szóró híreket.
A Bannock-patak, amelyet az angol seregnek kereszteznie kellett a Stirling felé vezető úton, mellékágaival együtt elárasztotta a stirlingi lápföldet. A terep a laza, mocsaras talaj miatt eleve nem volt kedvező a nehézlovasság számára. Mivel a New Park erdősávja nyugatról takarta Bruce hadseregét, az egyetlen út kelet felé a Falkirk felől érkező régi római úton keresztül vezetett. Ha az angolok el akarták kerülni ezt az utat, az egyetlen fennmaradó lehetőség a lápon keresztül vezetett.
Bruce annak érdekében, hogy a lápra kényszerítse Eduárd seregét, a Loudon Hill-i csatában használt taktikához hasonlóhoz folyamodott. Az út mindkét oldalán méteres gödröket ástak, melyek arra kényszerítették az ellenséget, hogy egy veszélyesen szűk területre tömörüljenek. Mint ahogy azt a június 25-i események mutatják, a lápföldre kerülve az angol hadsereget a természeti adottságok segítségével könnyedén sarokba szoríthatták.
A bannockburni csata pontos helyszíne máig tisztázatlan, ám a legtöbben egyetértenek abban, hogy a valós helyszín nem egyezik a látogatóközpont és a csata emlékére emelt szobor helyszínével. Az elméletek alapján két helyszínt tartanak a legvalószínűbbnek:
- a Dryfield-ként ismert terület Balquhiderock-tól nem messze, körülbelül egy kilométerre a tradicionális helyszíntől;
- a Balquhiderock-i láp, körülbelül két kilométerre a jelenleg elfogadott helyszíntől, szakemberek szerint ez a valószínűbb.

## A csata első napja

A csata első napja térképen

A csatát közvetlenül megelőző események a régi falkirki úton zajlottak június 23-án, vasárnap. Az angolok számára a helyzet még azelőtt rosszra fordult, hogy a vérontás megkezdődött volna. Sir Philip Mowbray, Stirling várának parancsnoka, aki végignézte Bruce seregének készülődését, kora reggel megjelent Eduárd táborában és figyelmeztette az angolokat a New Park felől érkező skót századról. Mowbray tájékoztatta a királyt, hogy csatára nincs is szükség, mivel az angol sereg már elég közel volt a várhoz, hogy az Edward Bruce-szal kötött egyezmény értelmében érvényes lehessen az erőd felmentése. Ám még ha Eduárd hajlandó is lett volna megfogadni Mowbray tanácsát, már túl késő volt: a király lassan elveszítette az uralmat hatalmas, ám fegyelmezetlen serege felett.

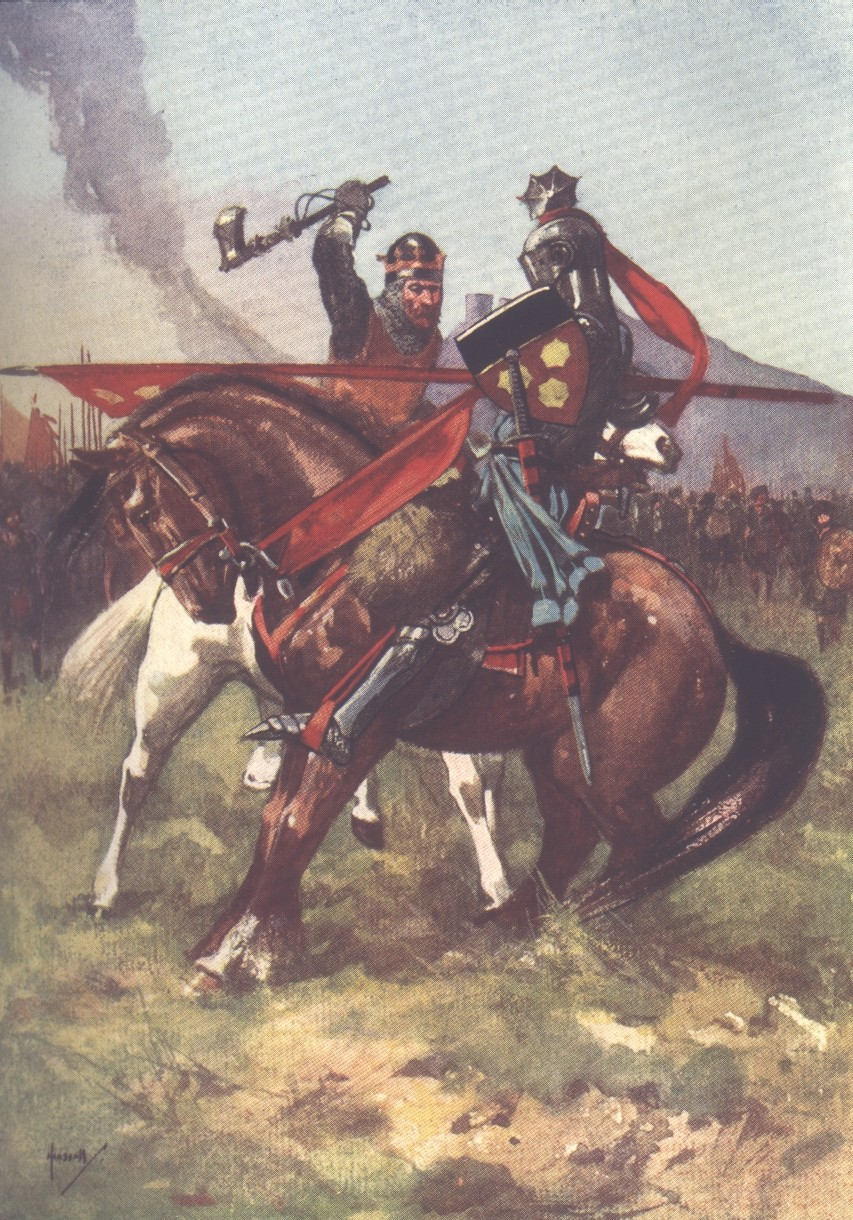
Robert Bruce legyőzi de Bohunt (1906)

Gloucester és Hereford bárói által vezetett előhad már közeledett dél felől a skót sereghez, ráadásul ugyanolyan meggondolatlanul, mint ami majdnem katasztrófához vezetett Falkirknél. A római utat követve átgázoltak a Bannock-patakon, majd New Park bejárata felé vették az irányt, ahol Róbert hadosztálya már várta őket.
Ekkor következett a skót történelem egyik legemlékezetesebb mozzanata: Henry de Bohun, Hereford grófjának unokaöccse épp társai előtt lovagolt, amikor meglátta a skót királyt. A hatalmas lehetőségen felbuzdulva nekirontott Róbertnek. A skót király egy kisméretű lovon ült, nem volt nála más, csak csatabárdja, még páncélt sem viselt. A skót sereg lélegzetvisszafojtva figyelte, ahogy Róbert mozdulatlanul várja, hogy de Bohun hatalmas csatalova közelebb érjen. Mikor az angol már csak alig fél méterre volt, Róbert félrehúzódott, majd felemelte csatabárdját és kettéhasította a támadó de Bohun fejét.
Az incidens később az egész háború jelképévé vált: egyik oldalon a felfegyverzett, ám nehezen manőverező angolokat, míg a másikon az opportunista és mozgékony skótokat jelképezte. Miután parancsnokai a szemére hányták, hogy kockára tette az életét, Róbert sajnálattal vette tudomásul, hogy eltört bárdja nyele.
A hősi tetten felbuzdulva Bruce hadosztálya előretört, hogy harcba szálljon az ellenség fő seregével. Az angolok számára a bajok tovább folytatódtak: a heves harcokban az előhadat visszaszorították a Tor-i erdőbe. Róbert megálljt parancsolt az üldözésre kész skót seregnek.
Eközben egy másik angol lovas hadosztály körbevette a skót sereget, majd kelet felé, Stirling irányába lovagolt. Bruce észrevette a manővert és kiadta a parancsot Randolph schiltronjának (gyalogos pikásokból álló hadosztály), hogy tartóztassa fel őket.
Randolph akciója ízelítő volt a következő nap fő eseményeiből: az íjászok hiánya miatt az angol lovasok nem voltak képesek nyomást gyakorolni a skót lándzsásokra, pontosan ugyanúgy, ahogy az Falkirknél is történt. A különbség annyi volt, hogy a schiltronok megtanultak úgy mozogni, hogy közben megtartották formációjukat. Az angol lovas század megtört, néhányuk a közeli kastélyban keresett menedéket, míg a többiek visszamenekültek a fő sereghez.

## A csata második napja

A csata második napja térképen

Az angol hadsereg másnap is dél felől közelített Stirling felé. Bruce előkészületei túl kockázatossá tették a vár közvetlen megközelítését. Eduárd a lehető legrosszabb döntést hozta: azt a parancsot adta seregének, hogy a Bannock-patakot a New Park keleti részénél keresztezzék.
Június 24-én hajnalban a skót lándzsások elkezdték megközelíteni az angolokat. Eduárd meglepve nézte, ahogy Róbert seregei megjelennek a fák takarásából. Az angol hadsereg mérete elkezdett ellenük dolgozni: Eduárd serege nem tudott gyorsan mozogni, és rengeteg időt veszített, mire felvette a megfelelő alakzatot.
Bruce ekkorra kiadta a parancsot a seregének, hogy egyetlen fronton harcolva nyomuljanak a rendezetlen angol tömeg ellen. Eduárd serege olyan tömött volt, hogy ha valaki elesett, a többi katona azonnal eltaposta, az íjászok pedig nem merték nyilaikat használni, félvén, hogy saját emberüket találják el.
A hátulra szorult íjászok egy része kivonta magát a csatából, és a jobb szárnyra húzódva hadrendbe állt. Ekkor megjelent a harctéren az addig tartalékban lévő Sir Robert Keith és 500 könnyűlovasa, akik feloszlatták az íjászokat. A visszahúzódó íjászok hatására a gyalogság is menekülni kezdett. Később a lovagok is menekülni kezdtek a Bannock-patakon keresztül. Az angol sereg felbomlott, majd ereje végéhez közeledve menekülni kezdett. Sokan megpróbáltak átvágni a Forth folyón, ám a legtöbben belefulladtak. Mások a Bannock-patakon keresztül próbáltak menekülni, ahol újabb támadás érte őket.

## Visszavonulás

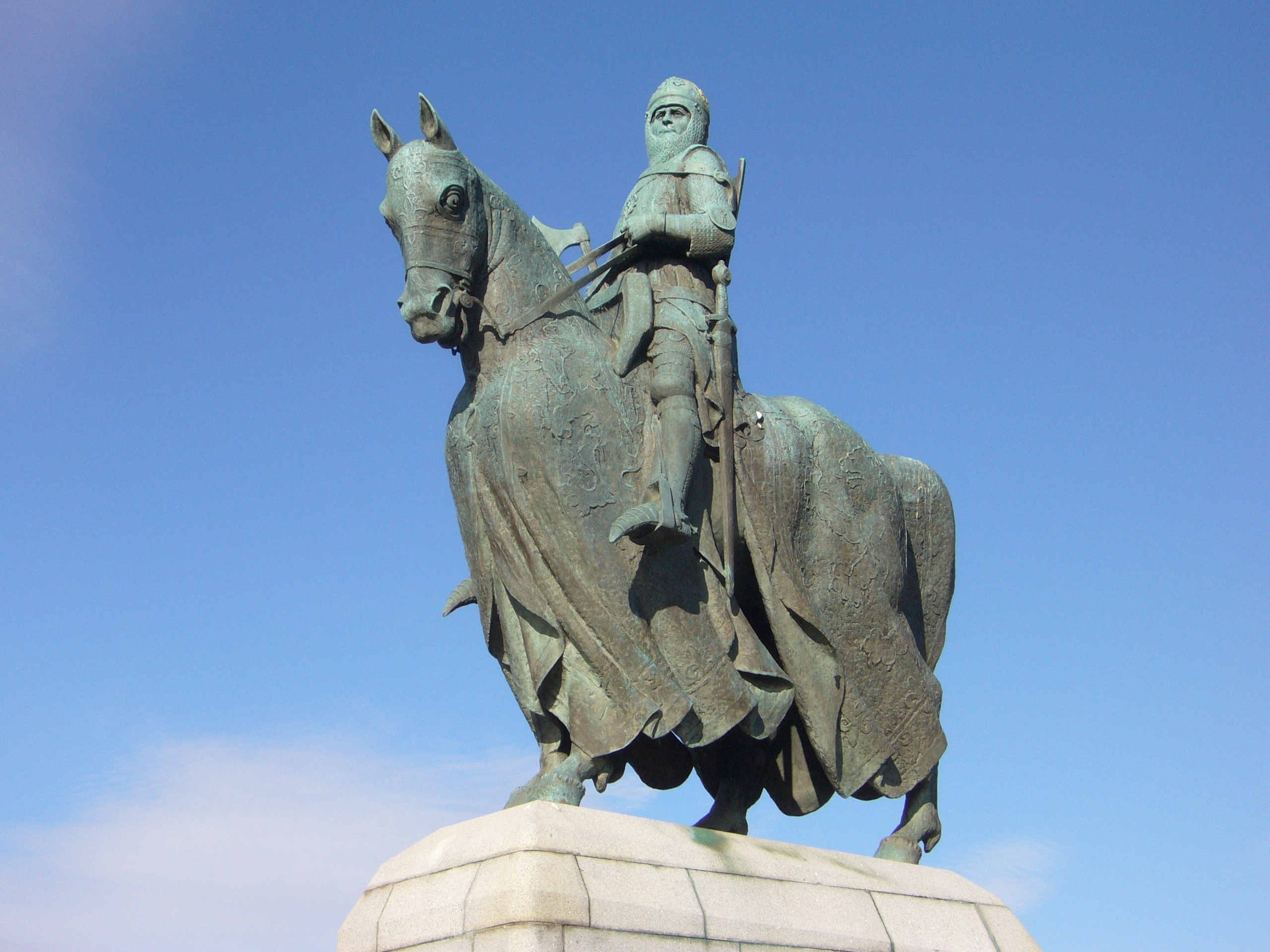
Robert Bruce szobra a Bannockburn Örökségi Központ közelében

Eduárd személyes testőrével együtt menekülőre fogta, amelynek hatására pánik lett úrrá az angol seregen, és a vereség fejvesztett menekülésbe csapott át. Eduárd végül elért Dunbar várához, ahol hajóra szállt. Az angol sereg fennmaradó része megpróbálta a 90 mérföldre lévő angol határ felé venni az irányt, ám nagy részükkel a skót sereg vagy útközben a helyi lakosok végeztek. Csupán egy nagyobb csapat walesi lándzsás század tudott elmenekülni. A bizonyítékok alapján a gyalogság alig egyharmada tért vissza Angliába: ez a 16 000 katonából 11 000 halottat jelent. A skótok vesztesége ehhez képest számottevően kisebb volt.

## Történelmi jelentőség
A skótok győzelme teljes volt és, annak ellenére, hogy függetlenségüket még tíz évig nem ismerték el, Robert Bruce királyi pozíciója a csata eredményének hatására nagymértékben megerősödött. Ennek ellenére a csaták az 1330-as években III. Eduárd uralkodása alatt tovább folytatódtak olyan lényeges angol győzelmekkel, mint a Dupplin Moor-i és a Halidon Hill-i csaták.

## Örökség

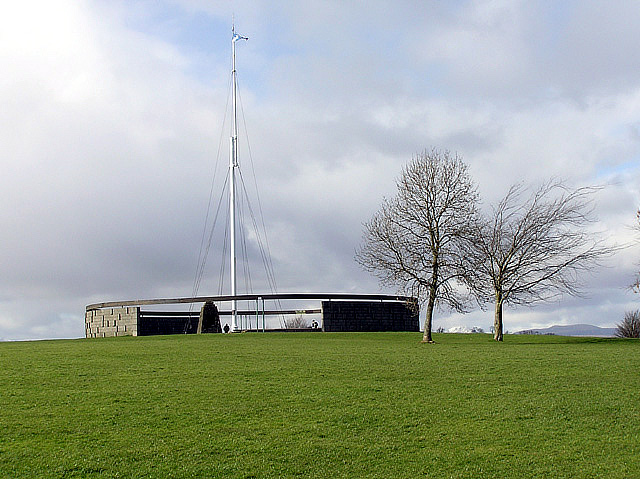
A Bannockburn-emlékmű

### Az egykori csatamező
A csatamező helyszínén, feltehetőleg azon a helyen, ahol a felek a csata előtti éjszaka táboroztak, ma egy modern emlékmű áll. Az emlékmű két félkör alakú falból áll, amely a harcoló feleket ábrázolja. Itt található továbbá Pilkington Jackson 1960-as években készült I. Róbert királyt ábrázoló szobra is. Az emlékmű és a hozzátartozó látogatóközpont a környék egyik legnépszerűbb látványossága.

### A látogatóközpont
A Bannockburn Örökségi Központot (Bannockburn Heritage Centre) a Skót Nemzeti Vagyonkezelő Alapítvány működteti, amely márciustól októberig nyitva áll a látogatók számára.

### Művészet
A „Scots Wha Hae” Robert Burns hazafias költeménye. A vers refrénje, a Flower of Scotland Skócia nemzeti himnusza, amely a skótok az Eduárd vezette angol sereg felett aratott bannockburni győzelmére utal.
A svéd Sabaton zenekar, a 2016-ban megjelent The Last Stand albumára írt egy számot a csatáról "Blood of Bannockburn" címmel.

## Fordítás
- Ez a szócikk részben vagy egészben  a   Battle of Bannockburn című angol Wikipédia-szócikk ezen változatának fordításán alapul.  Az eredeti cikk szerkesztőit annak laptörténete sorolja fel. Ez a jelzés csupán a megfogalmazás eredetét és a szerzői jogokat jelzi, nem szolgál a cikkben szereplő információk forrásmegjelöléseként.